# Eris (gudinna)

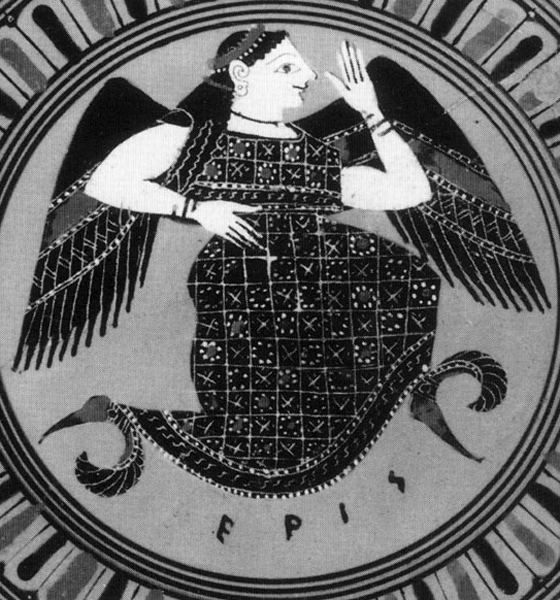
Eris. Atensk målning från cirka 575-525 f.Kr.

Eris (romersk motsvarighet: Discordia) var osämjans gudinna i grekisk mytologi. Namnet betyder "osämja", "tvist" eller "tvedräkt". Hon har ett antal barn, bland andra Lethe, Limos och Algea.

## Mytologi
Eris var det egentliga upphovet till det trojanska kriget. Under bröllopet mellan Peleus och Thetis rullade hon in ett guldäpple, det så kallade erisäpplet (stridsäpple, tvistefrö; se kvitten) med påskriften  "Till den skönaste". En dispyt uppstod då mellan gudinnorna Afrodite, Hera och Athena om vem som skulle ha äpplet, varpå gudarnas kung Zeus utsåg den unge människoprinsen Paris av Troja till domare i tvisten.
Afrodite lyckades muta till sig äpplet genom att lova bort den sköna Helena, som var hustru till den grekiske kung Menelaos av Sparta. Paris förde sedan Helena med sig hem till Troja, vilket blev upptakten till det långdragna kriget mellan greker och trojaner.